# Departamento Jiménez
Das Departamento Jiménez liegt im Westen der Provinz Santiago del Estero im Nordwesten Argentiniens und ist eine von 27 Verwaltungseinheiten der Provinz.
Es grenzt im Norden an das Departamento Pellegrini, im Osten an das Departamento Alberdi, im Süden an die Departamentos Figueroa, Banda und Río Hondo und im Westen an die Provinz Tucumán.
Die Hauptstadt des Departamento Jiménez ist Pozo Hondo.

## Städte und Gemeinden
Das Departamento Jiménez ist in folgende Gemeinden aufgeteilt:
- El Arenal
- El Bobadal
- El Charco
- Gramilla
- Pozo Hondo